# セリーナ・クオック
郭 思琳（セリーナ・クオック、簡体字: 郭 思琳, 拼音: Guō Sīlín。1986年11月18日 - ）は、香港出身のモデル、ワンドル・プロダクション所属。2007年ミス香港に参加したことがある。

## 広告
- ケンタッキーフライドチキン
- 維他檸檬茶

## 司会
- RoadShow
- シーバス・ハロウィンイベント

| スタブアイコン | サブスタブ | この項目は、まだ閲覧者の調べものの参照としては役立たない、人物に関連した書きかけの項目です。この項目を加筆・訂正などしてくださる協力者を求めています（P:人物伝/PJ:人物伝）。 |